# Europass
Europass — инициатива ЕС по стандартизации информации о квалификации и профессиональном опыте работников на европейском пространстве. Включает в себя до 5 документов, составленных на одном из официальных языков ЕС:
- Резюме — описывает опыт работы, полученное образование, уровень владения иностранными языками в соответствии с системой оценок CEFR
- Языковой паспорт — свидетельствует о лингвистических навыках, стажировках за рубежом, результатах международных языковых тестов
- Паспорт мобильности
- Приложение Европаспорта к диплому о высшем образовании (составляется организацией, обеспечивавшей обучение)
- Приложение Европаспорта к документу о начальном профессиональном образовании (составляется организацией, обеспечивавшей обучение)